# Nemanja Džodžo
Nemanja Džodžo (serbisch-kyrillisch Немања Џоџо; * 12. Dezember 1986 in Novi Sad) ist ein ehemaliger serbischer Fußballtorhüter.

## Karriere
Nemanja Džodžo begann seine Karriere 2006 beim serbischen Klub FK BSK Borča. 2011 wurde der Torhüter vom belgischen Verein Sporting Charleroi verpflichtet. Zur Saison 2012 wechselte Džodžo zum kasachischen Erstligisten Kaisar Qysylorda und war dort seit Saisonbeginn Stammtorhüter. 2013 wurde er vom Ligarivalen Irtysch Pawlodar unter Vertrag genommen.